# Космічно-протиракетне командування армії США
Космічно-протиракетне командування армії США (англ. United States Army Space and Missile Defense Command, ASCC) — орган військового управління, компонента Стратегічного та Космічного Командування ЗС США, що одночасно безпосередньо підпорядковано Командуванню матеріального забезпечення армії США (AMC), призначена для забезпечення протиповітряної та протиракетної оборони армії США. Командування веде свою історію від створеного у 1985 році Стратегічного оборонного командування армії, яке відповідало за захист від балістичних ракет. У 1992 році було об'єднано з Армійським космічним командуванням і стало Космічним та стратегічної оборони командуванням армії. У 1997 році воно стало армійським Головним командуванням і було перейменовано на Космічно-протиракетне командування армії США.
Космічно-протиракетне командування армії відповідає за розвиток і забезпечення армії засобами космічної, протиракетної оборони та висотних можливостей. Він складається з двох оперативних частин: 100-ї бригади ПРО та 1-ї космічної бригади. Командувач Космічно-протиракетного командування армії також є командувачем Об'єднаного функціонального компонентного командування інтегрованої протиракетної оборони Космічного командування США.
Після створення в 2019 році Космічних сил продовження участі армії в космосі стало суперечливим, з численними пропозиціями та звітами, які виступали за те, щоб Космічні сили поглинули залишки космічних сил армії, як це було з космічними силами ВМС або навіть з Командуванням космічної та протиракетної оборони в єдину структуру. Космічні сили поглинули армійську місію супутникового зв'язку та об'єднані тактичні наземні станції, тоді як армія продовжує утримувати 100-ту бригаду протиракетної оборони та скорочену 1-шу космічну бригаду. Армія намагається переосмислити свою роль у космічних операціях, зосереджуючись на інтеграції та обмеженні космічних можливостей сухопутних сил.